# 唐皮
唐皮（からかわ）とは、平氏に代々相伝されてきた家宝の太刀である小烏丸と共に、平家の嫡子に代々受け継がれてきた鎧である。
『源平盛衰記』では平家相伝の重宝として「唐皮」「小烏丸」「抜丸」の記載がある。
名の由来は、虎の毛皮で威（おど）したことによるとされる。

## 概要
『平家物語』の記述によると、桓武天皇の甥の香円法師が眞言の法を修して不動明王から授かったものであるとされ、平重盛の代で相伝されて八代目に当たるとされ、伊勢平氏が始まる以前、平貞盛の代（平安時代中期）から着用されていたと伝わる。「平家重宝の鎧」として知られていた為、平治の乱の際、重盛自身は格好の的となったが、『平治物語』では、弓矢は当たるものの、刺さらず、代わりに馬を射て、落馬させたと記されている（文法上では、鎧に何らかの力があるような表現となっている）。なお、軍記物によって、装着者が異なっている。伝承が事実であるとすれば、10世紀末から平家滅亡の12世紀末までの約200年の間、相伝されてきた事となる。
『源平盛衰記』では、壇の浦にて失われたとしているが、『本朝軍器考』の記述では、伊勢家に伝わるも応仁の乱で焼亡してしまったという伝承がある。『平家物語』では、平維盛がその死に際して、「唐皮という鎧と小烏という太刀」を「六代に給うべし」と遺言し、平氏嫡流の最後の地位にあることを表現している。

## 登場作品
ドラマ
- 平清盛 (NHK大河ドラマ)（2012年） - 第16回において、平忠盛から嫡子の平清盛へと相続される。

## 備考
- 当時の時代背景として、『延喜式』（10世紀編纂）弾正台の条には、「五位以上の者に虎皮の着用を許す」と記されているため、唐皮は下級貴族の証しとしての面がある。
- 『源平盛衰記』に、老武者が昔を思い出した言葉として、「一騎討ちの戦で、昔は敵の馬を射ることなど全くなかった。その後、馬の太腹を射て、はね落とされた主人を狙い打ちする法が始まった」とあり、古典的戦法の概念において、馬を射るという考えはなかったことが記述されており、重盛の代は、戦術そのものが変化したことを物語っている。鎧自体が、馬から落とされない前提、すなわち徒（歩）戦を想定せず、重く堅固に製作されたものと考えられる。
- 重盛が武運を祈って、厳島神社に奉納した大鎧「紺糸威鎧」は現存している（この他にも重盛が寄進したとされる刀など武具が各地に見られる）。
- 馬甲（うまよろい）ではあるが、虎や豹の皮を用いた鎧の他例は、後代にも見られ、伊達政宗が朝鮮出兵の際、馬上侍の馬に対して、虎皮の鎧を仕立てさせた[2]。